# 盖沃尼希
盖沃尼希是德国莱茵兰-普法尔茨州的一个市镇。总面积7.12平方公里，总人口635人，其中男性317人，女性318人（2011年12月31日），人口密度89人/平方公里。